# Angie Stone
Angela Laverne Stone, rozená Brown (18. prosince 1961 Columbia – 1. března 2025 Montgomery County) byla americká zpěvačka, skladatelka, herečka a hudební producentka.

## Kariéra
Proslavila se koncem 70. let 20. století jako členka hiphopového tria Sequence. Na počátku 90. let se stala členkou R&B tria Vertical Hold. Poté podepsala smlouvu s Arista Records a vydala své debutové sólové album Black Diamond (1999), z něhož vzešel singl „No More Rain (In This Cloud)“.
Po přechodu k J Records vydala své druhé album Mahogany Soul (2001), z něhož pochází hit „Wish I Didn't Miss You“. Následovalo album Stone Love (2004) a The Art of Love & War (2007), které se poprvé umístilo na prvním místě amerického žebříčku Billboard Top R&B/Hip-Hop Albums.
Od roku 2000 začala působit jako herečka a o dva roky později debutovala ve filmové komedii Žába k zulíbání. V roce 2003 hrála na divadelních prknech roli Big Mama Morton v broadwayském muzikálu Chicago. Poté se objevila ve vedlejších rolích ve filmech a televizních seriálech a také v několika hudebních produkcích.
Byla třikrát nominována na cenu Grammy a dvakrát získala ocenění Soul Train Lady of Soul Awards. V roce 2021 obdržela cenu Soul Music Icon Award na Black Music Honors.

## Osobní život
Měla dvě děti. Dcera Diamond se narodila v roce 1984 a syn Michael, který je synem amerického zpěváka D'Angela.
V roce 1999 jí byla diagnostikována cukrovka 2. typu. Spolu s komikem a hercem Anthonym Andersonem se zúčastnila programu, který pomáhá Afroameričanům pochopit riziko cukrovky a způsoby její kontroly.

## Smrt
Zemřela 1. března 2025 při autonehodě poblíž Montgomery v Alabamě. Bylo jí 63 let. Spolu se členy své kapely cestovala ve voze Mercedes-Benz Sprinter do Atlanty po slavnostech Mardi Gras v Mobile v Alabamě. Byla jedinou obětí autonehody.

## Diskografie

### Studiová alba
- Black Diamond (1999)
- Mahogany Soul (2001)
- Stone Love (2004)
- The Art of Love & War (2007)
- Unexpected (2009)
- Rich Girl (2012)
- Dream (2015)
- Covered in Soul (2016)
- Full Circle (2019)
- Love Language (2023)